# Plagiolepis pygmaea
Plagiolepis pygmaea är en myrart som först beskrevs av Pierre André Latreille 1798.  Plagiolepis pygmaea ingår i släktet Plagiolepis och familjen myror.

## Underarter
Arten delas in i följande underarter:
- P. p. bulawayensis
- P. p. mima
- P. p. minu
- P. p. pygmaea

## Bildgalleri

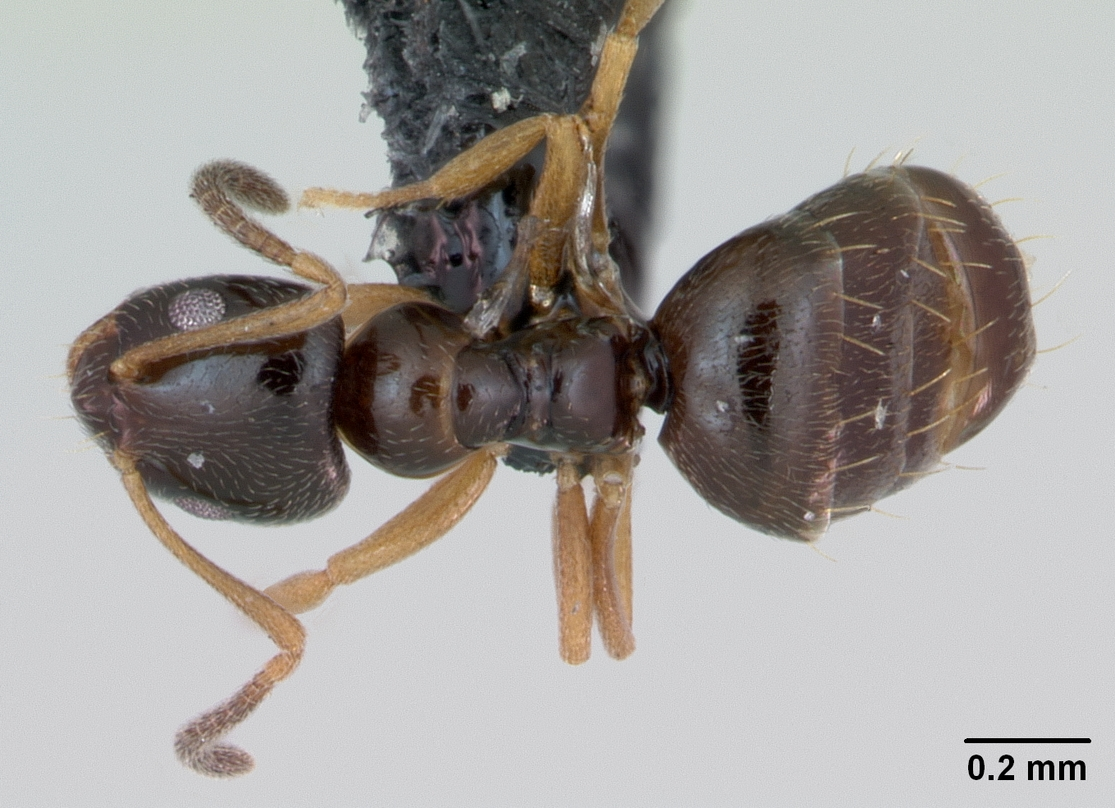
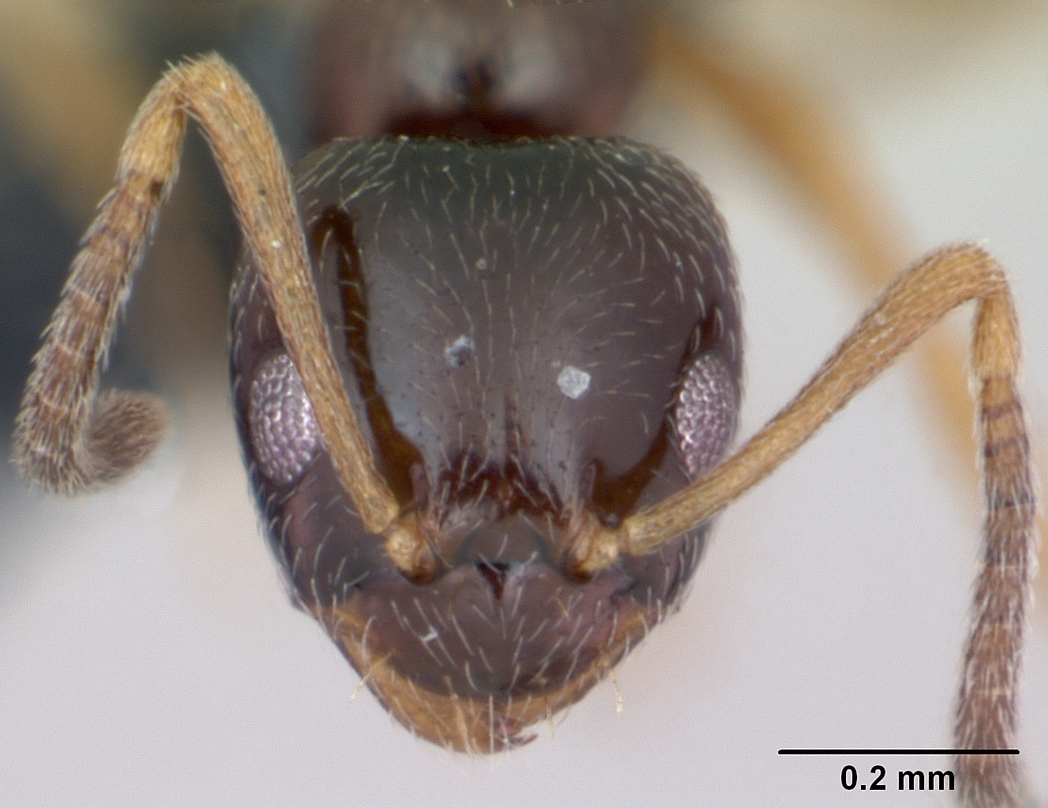
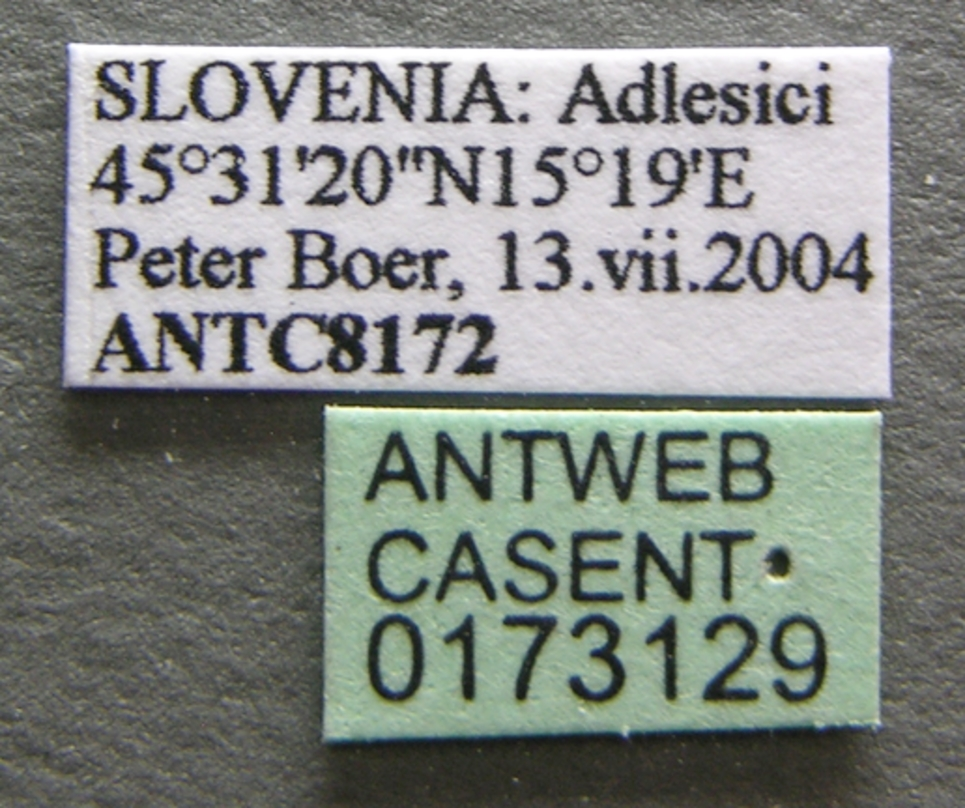
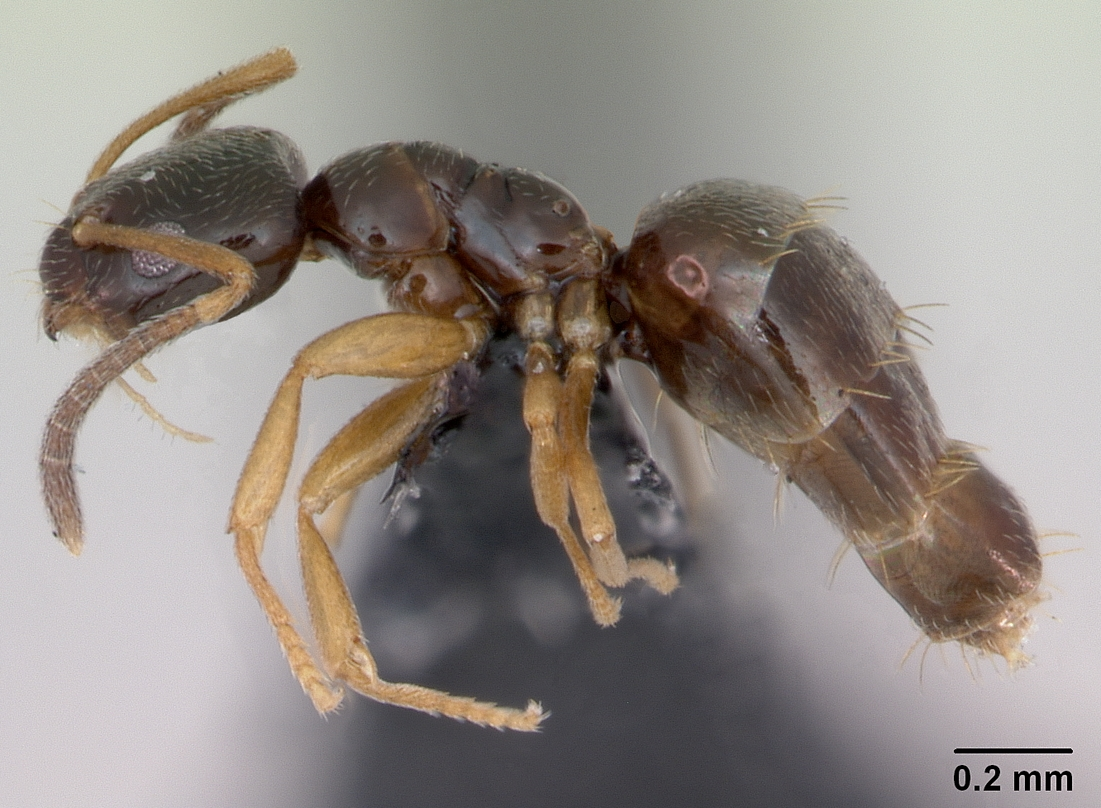
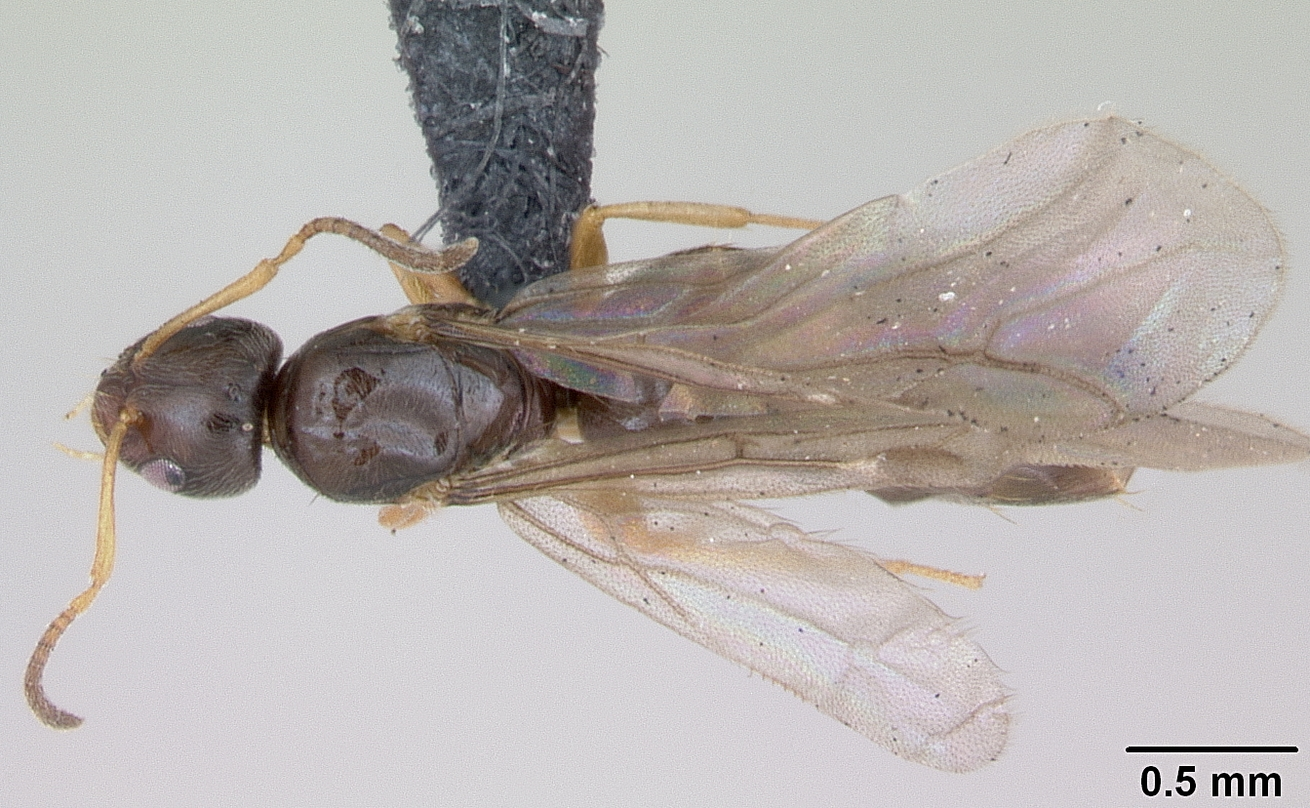
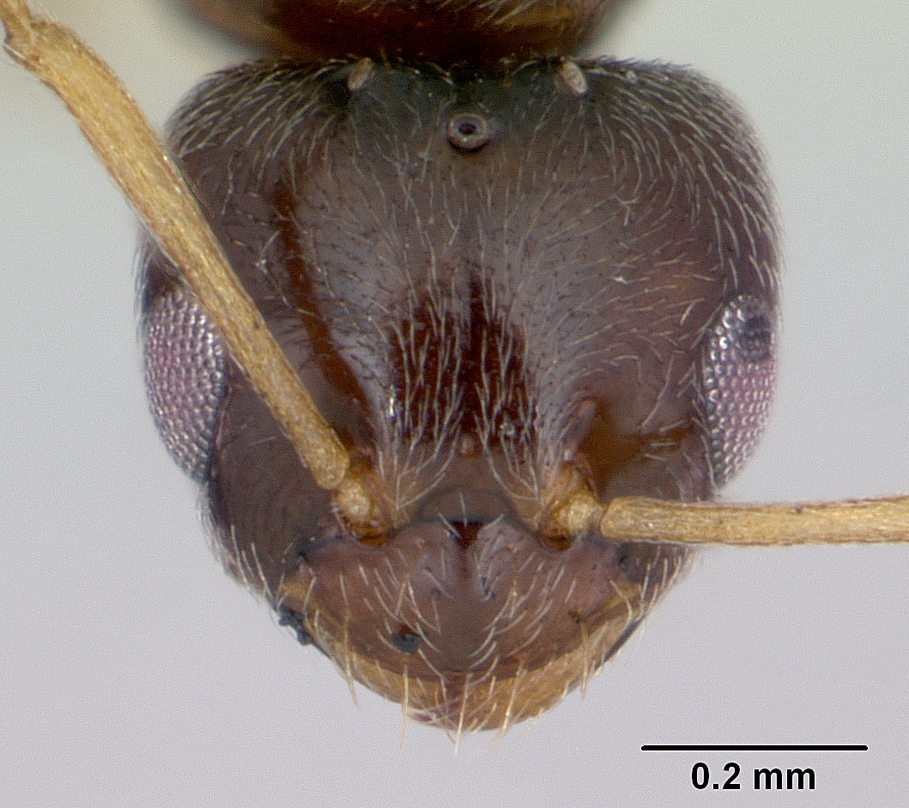